# Thamnophilini
Thamnophilini – plemię ptaków z podrodziny chronek (Thamnophilinae) w rodzinie chronkowatych (Thamnophilidae).

## Zasięg występowania
Plemię obejmuje gatunki występujące w Ameryce Środkowej i Południowej.

## Systematyka
Do plemienia należą następujące rodzaje:
- Isleria Bravo, Chesser & Brumfield, 2012
- Xenornis Chapman, 1924 – jedynym przedstawicielem jest Xenornis setifrons Chapman, 1924 – brązowiaczek
- Thamnomanes Cabanis, 1847
- Megastictus Ridgway, 1909 – jedynym przedstawicielem jest Megastictus margaritatus (P.L. Sclater, 1855) – perliczek
- Dichrozona Ridgway, 1888 – jedynym przedstawicielem jest Dichrozona cincta (von Pelzeln, 1868) – szperaczek
- Rhopias Cabanis & F. Heine Sr., 1860 – jedynym przedstawicielem jest Rhopias gularis (von Spix, 1825) – mrówieńczyk
- Cymbilaimus G.R. Gray, 1840
- Taraba Lesson, 1831 – jedynym przedstawicielem jest Taraba major (Vieillot, 1816) – taraba
- Hypoedaleus Cabanis & F. Heine Sr., 1860 – jedynym przedstawicielem jest Hypoedaleus guttatus (Vieillot, 1816) – perlinek
- Batara Lesson, 1831 – jedynym przedstawicielem jest Batara cinerea (Vieillot, 1819) – batara
- Mackenziaena C. Chubb, 1918
- Frederickena C. Chubb, 1918
- Radinopsyche Whitney, Bravo, Belmonte-Lopes, Bornschein, Pie & Brumfield, 2021 – jedynym przedstawicielem jest Radinopsyche sellowi (Whitney & Pacheco, 2000) – mrówczaczek
- Biatas Cabanis & F. Heine Sr., 1860 – jedynym przedstawicielem jest Biatas nigropectus (Lafresnaye, 1850) – śliniacznik
- Sakesphoroides Grantsau, 2010
- Dysithamnus Cabanis, 1847
- Herpsilochmus Cabanis, 1847
- Sakesphorus C. Chubb, 1918
- Thamnophilus Vieillot, 1816